# 凯特·理查森-沃尔什
凯特·理查森-沃尔什（英語：Kate Richardson-Walsh，1980年5月9日—），英国女子曲棍球运动员。她曾代表英国参加2000年、2008年、2012年和2016年夏季奥林匹克运动会曲棍球比赛，获得一枚金牌和一枚铜牌。

## 家庭
同性妻子海伦·理查森-沃尔什。